# Norðragøta
Norðragøta este un sat din Eysturoy, Insulele Feroe.

## Informații
- Populație: 	548
- Cod Poștal: 	FO 512
- Locație: 		62°12′3″N 6°44′27″V / 62.20083°N 6.74083°V
- Municipalitate:	Gøtu kommuna
- Echipă de fotbal:	Víkingur Gøta (Víkingur Gøta)